# Чемпионат мира по хоккею с шайбой среди женщин 2013
Чемпионат мира по хоккею с шайбой среди женщин 2013 года — 16-й турнир чемпионата мира среди женщин под эгидой ИИХФ, проходивший с 2 по 9 апреля 2013 года в Оттаве, Канада. Турнир проходил на месте первого чемпионата в 1990 году. Организаторы установили рекорд посещаемости женских чемпионатов, продав на матчи турнира более 100 тысяч билетов. Игра предварительного раунда между сборной Канады и сборной Финляндии собрала 18 013 зрителей, что является рекордом для женских хоккейных матчей.
Сборная США стала чемпионом и завоевала свой пятый титул, одолев в финале сборную Канады со счётом 3:2. Бронзовую медаль выиграла сборная России, победившая в матче за третье место сборную Финляндии — 2:0. Для команды России эта медаль стала второй в своей истории. Ранее россиянки уже занимали третье место на чемпионате мира 2001 года. Самым ценным игроком чемпионата была признана Мари-Филип Пулен, которая также стала лучшим нападающим турнира. Кроме этого, она стала ещё и лучшим бомбардиром турнира, набрав 12 (6+6) очков за результативность. Лучшим вратарём была признана россиянка Надежда Александрова, а лучшим защитником второй год подряд стала финка Йенни Хийрикоски.
Всего в женском чемпионате мира 2013 года приняли участие 35 сборных, которые были поделены на главный турнир, где играли 8 команд, и два дивизиона, включая квалификацию, проводимые по круговой системе. Все сборные принимали участие в прошлогоднем чемпионате.

## Арены
На предварительном этапе матчи группы A проходили во Скоушабэнк Плэйс, а матчи группы B в Непин Спортсплекс. Матчи утешительного раунда прошли в Непин Спортсплекс. Все матчи плей-офф, включая матч за пятое место, прошли в Скоушабэнк Плэйс.
| Скоушабэнк Плэйс Вместимость: 19 153 | Непин Спортсплекс Вместимость: 3 000 |
| ------------------------------------ | ------------------------------------ |
|                                      |                                      |
| Канада — Оттава                      |                                      |

## Участвующие команды
В чемпионате принимали участие 8 национальных команд — шесть из Европы и две из Северной Америки. Сборная Чехии пришла из первого дивизиона, остальные — с прошлого турнира ТОП-дивизиона.
| Европа - Финляндия* - Швейцария* - Чехия^ - Германия* | - Россия* - Швеция* Северная Америка - Канада× - США* |  |

* = 7 команд автоматически квалифицировались в высший дивизион по итогам чемпионата мира 2012 года
^ = Команда перешла в высший дивизион по итогам первого дивизиона чемпионата мира 2012 года
× = Квалифицировались как хозяева чемпионата

## Судьи
ИИХФ утвердила 6 главных и 9 линейных судей для обслуживания матчей чемпионата мира по хоккею с шайбой среди женщин 2013 года

| Главные судьи - Мелани Бордело - Николь Хертрич - Айна Хове - Кристин Лэнгли - Мари Пикаве - Джой Тоттмэн | Линейные судьи - Тереза Бьёркман - Дениз Кои - Стефани Ганьон - Кейт Коннолли - Лаура Джонсон - Михаэла Куделова - Илона Новотна - Зузана Свободова-Аражимова - Йоанна Тауриайнен |  |

## Предварительный этап

### Группа A
| М | Сборная   | И | В | ВО | ПО | П | ШЗ | ШП | РШ  | О | Итог                    |
| - | --------- | - | - | -- | -- | - | -- | -- | --- | - | ----------------------- |
| 1 | Канада    | 3 | 2 | 1  | 0  | 0 | 24 | 2  | +22 | 8 | Выходят в полуфинал     |
| 2 | США       | 3 | 2 | 0  | 1  | 0 | 11 | 5  | +6  | 7 | Выходят в полуфинал     |
| 3 | Финляндия | 3 | 1 | 0  | 0  | 2 | 4  | 13 | −9  | 3 | Выходят в четвертьфинал |
| 4 | Швейцария | 3 | 0 | 0  | 0  | 3 | 1  | 20 | −19 | 0 | Выходят в четвертьфинал |

Время местное (UTC-4).
| 2013-04-2 15:30 | Финляндия | 2:1 (0:1, 2:0, 0:0) | Швейцария | Скоушабэнк Плэйс Зрителей: 3366 |

| Отчёт | Отчёт                    | Отчёт                                         | Отчёт                         | Отчёт                                                                |
| --- | ------------------------ | --------------------------------------------- | ----------------------------- | -------------------------------------------------------------------- |
| |                          |                                               |                               |                                                                      |
| | Ноора Рятю — 00:00-60:00 | Вратари                                       | 00:00-60:00 — Флоренс Шеллинг | Судья: Мелани Бордело Линейные судьи: Кейт Коннолли Михаэла Куделова |
| | Голы:                    |                                               |                               | Судья: Мелани Бордело Линейные судьи: Кейт Коннолли Михаэла Куделова |
| Аннина Раяхухта (бол.) — 26:54 (Л. Валимяки, М. Карвинен) Мишель Карвинен (бол.) — 29:24 (Й. Хийрикоски, М. Воутилайнен) | 0:1 :1 2:1               | 04:37 — Катрин Набхольц (С. Марти, Дж. Марти) |                               | Судья: Мелани Бордело Линейные судьи: Кейт Коннолли Михаэла Куделова |
| |                          |                                               |                               | Судья: Мелани Бордело Линейные судьи: Кейт Коннолли Михаэла Куделова |
| |                          |                                               |                               | Судья: Мелани Бордело Линейные судьи: Кейт Коннолли Михаэла Куделова |
| |                          |                                               |                               | Судья: Мелани Бордело Линейные судьи: Кейт Коннолли Михаэла Куделова |
| 8 мин | Штраф                    | 16 мин                                        |                               | Судья: Мелани Бордело Линейные судьи: Кейт Коннолли Михаэла Куделова |
| |                          |                                               |                               |                                                                      |
| | 44                       | Броски                                        | 17                            |                                                                      |

| 2013-04-2 19:30 | Канада | 3:2 (Б) (0:2, 0:0, 2:0, 0:0, 1:0) | США | Скоушабэнк Плэйс Зрителей: 11 174 |

| Отчёт | Отчёт                        | Отчёт                                                                                               | Отчёт                       | Отчёт                                                                            |
| --- | ---------------------------- | --------------------------------------------------------------------------------------------------- | --------------------------- | -------------------------------------------------------------------------------- |
| |                              | |                             |                                                                                  |
| | Шэннон Сабадош — 00:00-65:00 | Вратари                                                                                             | 00:00-65:00 — Джесси Веттер | Судья: Джой Тоттмэн Линейные судьи: Зузана Свободова-Аражимова Йоанна Тауриайнен |
| | Голы:                        | |                             | Судья: Джой Тоттмэн Линейные судьи: Зузана Свободова-Аражимова Йоанна Тауриайнен |
| Ребекка Джонстон — 51:13 (С. Вайянкур, Дж. Уэйкфилд) Кэтрин Уорд — 58:13 (Х. Ирвин, С. Вайянкур) Дженнифер Уэйкфилд (поб. бул.) — 65:00 | 0:1 0:2 1:2 2:2 3:2          | 04:05 — Моник Ламурё (бол.) (Ж. Ламурё, Дж. Марвин) 18:54 — Брианна Декер (А. Кессел, А. Карпентер) |                             | Судья: Джой Тоттмэн Линейные судьи: Зузана Свободова-Аражимова Йоанна Тауриайнен |
| | Буллиты:                     | |                             | Судья: Джой Тоттмэн Линейные судьи: Зузана Свободова-Аражимова Йоанна Тауриайнен |
| Джейна Хеффорд Меган Агоста Сара Вайянкур Дженнифер Уэйкфилд                                                                            |                              | Хилари Найт Моник Ламурё Брианна Декер Хилари Найт                                                  |                             | Судья: Джой Тоттмэн Линейные судьи: Зузана Свободова-Аражимова Йоанна Тауриайнен |
| |                              | |                             | Судья: Джой Тоттмэн Линейные судьи: Зузана Свободова-Аражимова Йоанна Тауриайнен |
| 10 мин | Штраф                        | 12 мин                                                                                              |                             | Судья: Джой Тоттмэн Линейные судьи: Зузана Свободова-Аражимова Йоанна Тауриайнен |
| |                              | |                             |                                                                                  |
| | 27                           | Броски                                                                                              | 29                          |                                                                                  |

| 2013-04-3 15:30 | США | 4:2 (4:1, 0:1, 0:0) | Финляндия | Скоушабэнк Плэйс Зрителей: 3113 |

| Отчёт | Отчёт                          | Отчёт                                                                                               | Отчёт                    | Отчёт                                                                     |
| --- | ------------------------------ | --------------------------------------------------------------------------------------------------- | ------------------------ | ------------------------------------------------------------------------- |
| |                                | |                          |                                                                           |
| | Брианн Маклафлин — 00:00-60:00 | Вратари                                                                                             | 00:00-59:21 — Ноора Рятю | Судья: Айна Хове Линейные судьи: Илона Новотна Зузана Свободова-Аражимова |
| | Голы:                          | |                          | Судья: Айна Хове Линейные судьи: Илона Новотна Зузана Свободова-Аражимова |
| Моник Ламурё — 05:06 (Ж. Ламурё, Л. Черссон) Брианна Декер — 10:35 (Дж. Марвин, А. Кессел) Аманда Кессел (бол.) — 17:26 (Б. Декер, М. Бозек) Моник Ламурё — 17:26 (Ж. Ламурё, К. Койн) | 1:0 2:0 2:1 3:1 4:1 4:2        | 12:39 — Роза Линдстедт (К. Рантамяки, Н. Тиккинен) 21:11 — Мишель Карвинен (Л. Валимяки, М. Ялосуо) |                          | Судья: Айна Хове Линейные судьи: Илона Новотна Зузана Свободова-Аражимова |
| |                                | |                          | Судья: Айна Хове Линейные судьи: Илона Новотна Зузана Свободова-Аражимова |
| |                                | |                          | Судья: Айна Хове Линейные судьи: Илона Новотна Зузана Свободова-Аражимова |
| |                                | |                          | Судья: Айна Хове Линейные судьи: Илона Новотна Зузана Свободова-Аражимова |
| 6 мин | Штраф                          | 6 мин                                                                                               |                          | Судья: Айна Хове Линейные судьи: Илона Новотна Зузана Свободова-Аражимова |
| |                                | |                          |                                                                           |
| | 42                             | Броски                                                                                              | 13                       |                                                                           |

| 2013-04-3 19:30 | Швейцария | 0:13 (0:2, 0:6, 0:5) | Канада | Скоушабэнк Плэйс Зрителей: 9904 |

| Отчёт | Отчёт                                                       | Отчёт | Отчёт                        | Отчёт                                                                  |
| ----- | ----------------------------------------------------------- | --- | ---------------------------- | ---------------------------------------------------------------------- |
|       |                                                             | |                              |                                                                        |
|       | София Антаматтен — 00:00-47:37 Доминик Слонго — 47:37-60:00 | Вратари | 00:00-60:00 — Шарлин Лабонте | Судья: Кристин Лэнгли Линейные судьи: Тереза Бьёркман Михаэла Куделова |
|       | Голы:                                                       | |                              | Судья: Кристин Лэнгли Линейные судьи: Тереза Бьёркман Михаэла Куделова |
|       | 0:1 0:2 0:3 0:4 0:5 0:6 0:7 0:8 0:9 0:10 0:11 0:12 0:13     | 04:40 — Дженнифер Уэйкфилд 12:48 — Мари-Филип Пулен (Л. Фортино) 23:49 — Ребекка Джонстон (бол.) (К. Уорд, Дж. Уэйкфилд) 25:30 — Джейна Хеффорд (мен.) (М.-Ф. Пулен, Ж. Ларок) 28:11 — Натали Спунер (Р. Джонстон, Ж. Ларок) 33:32 — Брианн Дженнер 37:46 — Сара Вайянкур (Х. Ирвин, Л. Ружо) 39:58 — Брианн Дженнер (Дж. Уэйкфилд, М. Миккелсон) 46:23 — Хейли Ирвин (бол.) (М. Агоста) 47:37 — Мари-Филип Пулен (Дж. Хеффорд) 50:44 — Мари-Филип Пулен (Дж. Хеффорд) 55:42 — Меган Миккелсон (Б. Брэм, Дж. Эппс) 56:45 — Мари-Филип Пулен (Т. Бономм, Б. Дженнер) |                              | Судья: Кристин Лэнгли Линейные судьи: Тереза Бьёркман Михаэла Куделова |
|       |                                                             | |                              | Судья: Кристин Лэнгли Линейные судьи: Тереза Бьёркман Михаэла Куделова |
|       |                                                             | |                              | Судья: Кристин Лэнгли Линейные судьи: Тереза Бьёркман Михаэла Куделова |
|       |                                                             | |                              | Судья: Кристин Лэнгли Линейные судьи: Тереза Бьёркман Михаэла Куделова |
| 8 мин | Штраф                                                       | 18 мин |                              | Судья: Кристин Лэнгли Линейные судьи: Тереза Бьёркман Михаэла Куделова |
|       |                                                             | |                              |                                                                        |
|       | 16                                                          | Броски | 79                           |                                                                        |

| 2013-04-5 15:30 | США | 5:0 (2:0, 1:0, 2:0) | Швейцария | Скоушабэнк Плэйс Зрителей: 5626 |

| Отчёт  | Отчёт               | Отчёт  | Отчёт | Отчёт                                                      |
| ------ | ------------------- | ------ | ----- | ---------------------------------------------------------- |
|        |                     |        |       |                                                            |
|        |                     |        |       | Судья: Мари Пикаве Линейные судьи: Дениз Кои Илона Новотна |
|        | Голы:               |        |       |                                                            |
|        | 1:0 2:0 3:0 4:0 5:0 |        |       |                                                            |
|        |                     |        |       |                                                            |
|        |                     |        |       |                                                            |
|        |                     |        |       |                                                            |
| 10 мин | Штраф               | 10 мин |       |                                                            |
|        |                     |        |       |                                                            |
|        | 61                  | Броски | 6     |                                                            |

| 2013-04-5 19:30 | Канада | 8:0 (3:0, 1:0, 4:0) | Финляндия | Скоушабэнк Плэйс Зрителей: 18 014 |

| Отчёт  | Отчёт                           | Отчёт  | Отчёт | Отчёт                                                                |
| ------ | ------------------------------- | ------ | ----- | -------------------------------------------------------------------- |
|        |                                 |        |       |                                                                      |
|        |                                 |        |       | Судья: Николь Хертрич Линейные судьи: Лаура Джонсон Михаэла Куделова |
|        | Голы:                           |        |       |                                                                      |
|        | 1:0 2:0 3:0 4:0 5:0 6:0 7:0 8:0 |        |       |                                                                      |
|        |                                 |        |       |                                                                      |
|        |                                 |        |       |                                                                      |
|        |                                 |        |       |                                                                      |
| 14 мин | Штраф                           | 8 мин  |       |                                                                      |
|        |                                 |        |       |                                                                      |
|        | 43                              | Броски | 16    |                                                                      |

### Группа B
| М | Сборная  | И | В | ВО | ПО | П | ШЗ | ШП | РШ  | О | Итог                           |
| - | -------- | - | - | -- | -- | - | -- | -- | --- | - | ------------------------------ |
| 1 | Россия   | 3 | 3 | 0  | 0  | 0 | 11 | 1  | +10 | 9 | Выходят в четвертьфинал        |
| 2 | Германия | 3 | 1 | 0  | 1  | 1 | 8  | 10 | −2  | 4 | Выходят в четвертьфинал        |
| 3 | Чехия    | 3 | 1 | 0  | 0  | 2 | 7  | 11 | −4  | 3 | Переходят в утешительный раунд |
| 4 | Швеция   | 3 | 0 | 1  | 0  | 2 | 5  | 9  | −4  | 2 | Переходят в утешительный раунд |

Время местное (UTC-4).
| 2013-04-2 12:00 | Россия | 4:0 (1:0, 0:0, 3:0) | Германия | Непин Спортсплекс Зрителей: 409 |

| Отчёт | Отчёт                              | Отчёт   | Отчёт                      | Отчёт                                                           |
| --- | ---------------------------------- | ------- | -------------------------- | --------------------------------------------------------------- |
| |                                    |         |                            |                                                                 |
| | Надежда Александрова — 00:00-60:00 | Вратари | 00:00-60:00 — Виона Харрер | Судья: Кристин Лэнгли Линейные судьи: Тереза Бьёркман Дениз Кои |
| | Голы:                              |         |                            | Судья: Кристин Лэнгли Линейные судьи: Тереза Бьёркман Дениз Кои |
| Екатерина Соловьёва — 14:42 (И. Гаврилова, Е. Смоленцева) Людмила Белякова — 52:18 (А. Вафина, А. Шибанова) Екатерина Смоленцева (бол.) — 54:23 (А. Шибанова, Е. Смолина) Светлана Ткачёва — 59:25 (В. Павлова, И. Дюбанок) | 1:0 2:0 3:0 4:0                    |         |                            | Судья: Кристин Лэнгли Линейные судьи: Тереза Бьёркман Дениз Кои |
| |                                    |         |                            | Судья: Кристин Лэнгли Линейные судьи: Тереза Бьёркман Дениз Кои |
| |                                    |         |                            | Судья: Кристин Лэнгли Линейные судьи: Тереза Бьёркман Дениз Кои |
| |                                    |         |                            | Судья: Кристин Лэнгли Линейные судьи: Тереза Бьёркман Дениз Кои |
| 2 мин | Штраф                              | 8 мин   |                            | Судья: Кристин Лэнгли Линейные судьи: Тереза Бьёркман Дениз Кои |
| |                                    |         |                            |                                                                 |
| | 38                                 | Броски  | 14                         |                                                                 |

| 2013-04-2 16:00 | Швеция | 2:3 (0:2, 2:1, 0:0) | Чехия | Непин Спортсплекс Зрителей: 186 |

| Отчёт  | Отчёт | Отчёт  | Отчёт | Отчёт                                                         |
| ------ | ----- | ------ | ----- | ------------------------------------------------------------- |
|        |       |        |       |                                                               |
|        |       |        |       | Судья: Айна Хове Линейные судьи: Стефани Ганьон Лаура Джонсон |
|        |       |        |       |                                                               |
|        |       |        |       |                                                               |
|        |       |        |       |                                                               |
|        |       |        |       |                                                               |
|        |       |        |       |                                                               |
| 10 мин | Штраф | 8 мин  |       |                                                               |
|        |       |        |       |                                                               |
|        | 19    | Броски | 26    |                                                               |

| 2013-04-3 12:00 | Россия | 3:1 (1:0, 1:1, 1:0) | Чехия | Непин Спортсплекс Зрителей: 1045 |

| Отчёт | Отчёт                      | Отчёт                                             | Отчёт                       | Отчёт                                                             |
| --- | -------------------------- | ------------------------------------------------- | --------------------------- | ----------------------------------------------------------------- |
| |                            |                                                   |                             |                                                                   |
| | Анна Пругова — 00:00-60:00 | Вратари                                           | 00:00-58:50 — Радка Лготска | Судья: Николь Хертрич Линейные судьи: Кейт Коннолли Лаура Джонсон |
| | Голы:                      |                                                   |                             | Судья: Николь Хертрич Линейные судьи: Кейт Коннолли Лаура Джонсон |
| Екатерина Лебедева — 03:22 (Т. Бурина) Александра Вафина — 33:37 (Е. Смоленцева, И. Гаврилова) Татьяна Бурина (мен.) — 54:38 (Е. Лебедева) | 1:0 2:0 2:1 3:1            | 36:51 — Дениса Кржижова (А. Поленска, К. Мразова) |                             | Судья: Николь Хертрич Линейные судьи: Кейт Коннолли Лаура Джонсон |
| |                            |                                                   |                             | Судья: Николь Хертрич Линейные судьи: Кейт Коннолли Лаура Джонсон |
| |                            |                                                   |                             | Судья: Николь Хертрич Линейные судьи: Кейт Коннолли Лаура Джонсон |
| |                            |                                                   |                             | Судья: Николь Хертрич Линейные судьи: Кейт Коннолли Лаура Джонсон |
| 6 мин | Штраф                      | 12 мин                                            |                             | Судья: Николь Хертрич Линейные судьи: Кейт Коннолли Лаура Джонсон |
| |                            |                                                   |                             |                                                                   |
| | 19                         | Броски                                            | 20                          |                                                                   |

| 2013-04-3 16:00 | Германия | 2:3 (OT) (2:1, 0:0, 0:1, 0:1) | Швеция | Непин Спортсплекс Зрителей: 291 |

| Отчёт | Отчёт               | Отчёт  | Отчёт | Отчёт                                                       |
| ----- | ------------------- | ------ | ----- | ----------------------------------------------------------- |
|       |                     |        |       |                                                             |
|       |                     |        |       | Судья: Мари Пикаве Линейные судьи: Дениз Кои Стефани Ганьон |
|       | Голы:               |        |       |                                                             |
|       | 1:0 2:0 2:1 2:2 2:3 |        |       |                                                             |
|       |                     |        |       |                                                             |
|       |                     |        |       |                                                             |
|       |                     |        |       |                                                             |
| 8 мин | Штраф               | 6 мин  |       |                                                             |
|       |                     |        |       |                                                             |
|       | 11                  | Броски | 33    |                                                             |

| 2013-04-5 12:00 | Чехия | 3:6 (1:1, 0:3, 2:2) | Германия | Непин Спортсплекс Зрителей: 1234 |

| Отчёт  | Отчёт | Отчёт  | Отчёт | Отчёт                                                                  |
| ------ | ----- | ------ | ----- | ---------------------------------------------------------------------- |
|        |       |        |       |                                                                        |
|        |       |        |       | Судья: Мелани Бордело Линейные судьи: Стефани Ганьон Йоанна Тауриайнен |
|        |       |        |       |                                                                        |
|        |       |        |       |                                                                        |
|        |       |        |       |                                                                        |
|        |       |        |       |                                                                        |
|        |       |        |       |                                                                        |
| 16 мин | Штраф | 10 мин |       |                                                                        |
|        |       |        |       |                                                                        |
|        | 30    | Броски | 23    |                                                                        |

| 2013-04-5 16:00 | Швеция | 0:4 (0:1, 0:2, 0:1) | Россия | Непин Спортсплекс Зрителей: 635 |

| Отчёт  | Отчёт                                                              | Отчёт | Отчёт                                                         | Отчёт                                                                        |
| ------ | ------------------------------------------------------------------ | --- | ------------------------------------------------------------- | ---------------------------------------------------------------------------- |
|        |                                                                    | |                                                               |                                                                              |
|        | Валентина Лизана — 00:00-30:59 Сара Гран — 30:59-55:56 59:44-60:00 | Вратари | 00:00-29:44 — Надежда Александрова 29:44-60:00 — Анна Пругова | Судья: Джой Тоттмэн Линейные судьи: Кейт Коннолли Зузана Свободова-Аражимова |
|        | Голы:                                                              | |                                                               | Судья: Джой Тоттмэн Линейные судьи: Кейт Коннолли Зузана Свободова-Аражимова |
|        | 0:1 0:2 0:3 0:4                                                    | 06:41 — Екатерина Смоленцева (бол.) (И. Гаврилова, А. Шибанова) 23:55 — Галина Скиба (Е. Лебедева) 30:59 — Александра Вафина (бол.) (А. Капустина, А. Шибанова) 59:44 — Елена Дергачёва (п.в.) (А. Капустина) |                                                               | Судья: Джой Тоттмэн Линейные судьи: Кейт Коннолли Зузана Свободова-Аражимова |
|        |                                                                    | |                                                               | Судья: Джой Тоттмэн Линейные судьи: Кейт Коннолли Зузана Свободова-Аражимова |
|        |                                                                    | |                                                               | Судья: Джой Тоттмэн Линейные судьи: Кейт Коннолли Зузана Свободова-Аражимова |
|        |                                                                    | |                                                               | Судья: Джой Тоттмэн Линейные судьи: Кейт Коннолли Зузана Свободова-Аражимова |
| 14 мин | Штраф                                                              | 8 мин |                                                               | Судья: Джой Тоттмэн Линейные судьи: Кейт Коннолли Зузана Свободова-Аражимова |
|        |                                                                    | |                                                               |                                                                              |
|        | 17                                                                 | Броски | 36                                                            |                                                                              |

## Утешительный раунд
Команды выявляют лучшего в серии до двух побед. Сборная Швеции одержала победу в первых двух матчах и заняла седьмое место. Проигравшая серию сборная Чехии занимает на турнире восьмое место и переходит в группу А первого дивизиона чемпионата мира 2014 года.
Время местное (UTC-4).
| 2013-04-6 16:00 | Чехия | 1:2 (Б) (0:1, 0:0, 1:0, 0:0, 0:1) | Швеция | Непин Спортсплекс Зрителей: 667 |

| Отчёт  | Отчёт | Отчёт  | Отчёт | Отчёт                                                               |
| ------ | ----- | ------ | ----- | ------------------------------------------------------------------- |
|        |       |        |       |                                                                     |
|        |       |        |       | Судья: Айна Хове Линейные судьи: Михаэла Куделова Йоанна Тауриайнен |
|        |       |        |       |                                                                     |
|        |       |        |       |                                                                     |
|        |       |        |       |                                                                     |
|        |       |        |       |                                                                     |
|        |       |        |       |                                                                     |
| 12 мин | Штраф | 18 мин |       |                                                                     |
|        |       |        |       |                                                                     |
|        | 25    | Броски | 36    |                                                                     |

| 2013-04-8 12:00 | Швеция | 4:0 (0:0, 2:0, 2:0) | Чехия | Непин Спортсплекс Зрителей: 604 |

| Отчёт  | Отчёт           | Отчёт  | Отчёт | Отчёт                                                             |
| ------ | --------------- | ------ | ----- | ----------------------------------------------------------------- |
|        |                 |        |       |                                                                   |
|        |                 |        |       | Судья: Мелани Бордело Линейные судьи: Кейт Коннолли Лаура Джонсон |
|        | Голы:           |        |       |                                                                   |
|        | 1:0 2:0 3:0 4:0 |        |       |                                                                   |
|        |                 |        |       |                                                                   |
|        |                 |        |       |                                                                   |
|        |                 |        |       |                                                                   |
| 10 мин | Штраф           | 12 мин |       |                                                                   |
|        |                 |        |       |                                                                   |
|        | 21              | Броски | 19    |                                                                   |

## Плей-офф
|  | Четвертьфинал | Четвертьфинал | Четвертьфинал |  |  | Полуфинал | Полуфинал | Полуфинал |  |  | Финал | Финал  | Финал |
|  |               |               |               |  |  |           |           |           |  |  |       |        |       |
|  |               |               |               |  |  | A1        | Канада    | 8         |  |  |       |        |       |
|  | A4            | Швейцария     | 1             |  |  | B1        | Россия    | 1         |  |  |       |        |       |
|  | B1            | Россия        | 2             |  |  |           |           |           |  |  | A1    | Канада | 2     |
|  |               |               |               |  |  |           |           |           |  |  | A2    | США    | 3     |
|  |               |               |               |  |  | A2        | США       | 3         |  |  |       |        |       |
|  | A3            | Финляндия     | 1             |  |  | A3        | Финляндия | 0         |  |  |       |        |       |
|  | B2            | Германия      | 0             |  |  |           |           |           |  |  |       |        |       |

### Четвертьфинал
Время местное (UTC-4).
| 2013-04-6 15:30 | Финляндия | 1:0 (1:0, 0:0, 0:0) | Германия | Скоушабэнк Плэйс Зрителей: 5406 |

| Отчёт                   | Отчёт                        | Отчёт   | Отчёт                         | Отчёт                                                         |
| ----------------------- | ---------------------------- | ------- | ----------------------------- | ------------------------------------------------------------- |
|                         |                              |         |                               |                                                               |
|                         | Меэри Ряйсянен — 00:00-60:00 | Вратари | 00:00-60:00 — Дженнифер Харсс | Судья: Кристин Лэнгли Линейные судьи: Дениз Кои Кейт Коннолли |
|                         | Голы:                        |         |                               | Судья: Кристин Лэнгли Линейные судьи: Дениз Кои Кейт Коннолли |
| Мишель Карвинен — 15:27 | 1:0                          |         |                               | Судья: Кристин Лэнгли Линейные судьи: Дениз Кои Кейт Коннолли |
|                         |                              |         |                               | Судья: Кристин Лэнгли Линейные судьи: Дениз Кои Кейт Коннолли |
|                         |                              |         |                               | Судья: Кристин Лэнгли Линейные судьи: Дениз Кои Кейт Коннолли |
|                         |                              |         |                               | Судья: Кристин Лэнгли Линейные судьи: Дениз Кои Кейт Коннолли |
| 6 мин                   | Штраф                        | 10 мин  |                               | Судья: Кристин Лэнгли Линейные судьи: Дениз Кои Кейт Коннолли |
|                         |                              |         |                               |                                                               |
|                         | 43                           | Броски  | 13                            |                                                               |

| 2013-04-6 19:30 | Швейцария | 1:2 (0:1, 1:0, 0:1) | Россия | Скоушабэнк Плэйс Зрителей: 5839 |

| Отчёт                                           | Отчёт                         | Отчёт                                                          | Отчёт                              | Отчёт                                                              |
| ----------------------------------------------- | ----------------------------- | -------------------------------------------------------------- | ---------------------------------- | ------------------------------------------------------------------ |
|                                                 |                               |                                                                |                                    |                                                                    |
|                                                 | Флоренс Шеллинг — 00:00-58:49 | Вратари                                                        | 00:00-60:00 — Надежда Александрова | Судья: Николь Хертрич Линейные судьи: Стефани Ганьон Илона Новотна |
|                                                 | Голы:                         |                                                                |                                    | Судья: Николь Хертрич Линейные судьи: Стефани Ганьон Илона Новотна |
| Сара Бенц (бол.) — 36:57 (Ф. Стенц, Э. Разелли) | 0:1 :1 1:2                    | 12:48 — Татьяна Бурина (Г. Скиба) 48:38 — Екатерина Смоленцева |                                    | Судья: Николь Хертрич Линейные судьи: Стефани Ганьон Илона Новотна |
|                                                 |                               |                                                                |                                    | Судья: Николь Хертрич Линейные судьи: Стефани Ганьон Илона Новотна |
|                                                 |                               |                                                                |                                    | Судья: Николь Хертрич Линейные судьи: Стефани Ганьон Илона Новотна |
|                                                 |                               |                                                                |                                    | Судья: Николь Хертрич Линейные судьи: Стефани Ганьон Илона Новотна |
| 10 мин                                          | Штраф                         | 14 мин                                                         |                                    | Судья: Николь Хертрич Линейные судьи: Стефани Ганьон Илона Новотна |
|                                                 |                               |                                                                |                                    |                                                                    |
|                                                 | 19                            | Броски                                                         | 30                                 |                                                                    |

### Полуфинал
Время местное (UTC-4).
| 2013-04-8 15:30 | США | 3:0 (0:0, 0:0, 3:0) | Финляндия | Скоушабэнк Плэйс Зрителей: 4035 |

| Отчёт  | Отчёт       | Отчёт  | Отчёт | Отчёт                                                               |
| ------ | ----------- | ------ | ----- | ------------------------------------------------------------------- |
|        |             |        |       |                                                                     |
|        |             |        |       | Судья: Джой Тоттмэн Линейные судьи: Стефани Ганьон Михаэла Куделова |
|        | Голы:       |        |       |                                                                     |
|        | 1:0 2:0 3:0 |        |       |                                                                     |
|        |             |        |       |                                                                     |
|        |             |        |       |                                                                     |
|        |             |        |       |                                                                     |
| 12 мин | Штраф       | 18 мин |       |                                                                     |
|        |             |        |       |                                                                     |
|        | 43          | Броски | 11    |                                                                     |

| 2013-04-8 19:30 | Канада | 8:1 (1:0, 5:1, 2:0) | Россия | Скоушабэнк Плэйс Зрителей: 7255 |

| Отчёт  | Отчёт | Отчёт  | Отчёт | Отчёт                                                                     |
| ------ | ----- | ------ | ----- | ------------------------------------------------------------------------- |
|        |       |        |       |                                                                           |
|        |       |        |       | Судья: Айна Хове Линейные судьи: Илона Новотна Зузана Свободова-Аражимова |
|        |       |        |       |                                                                           |
|        |       |        |       |                                                                           |
|        |       |        |       |                                                                           |
|        |       |        |       |                                                                           |
|        |       |        |       |                                                                           |
| 10 мин | Штраф | 6 мин  |       |                                                                           |
|        |       |        |       |                                                                           |
|        | 49    | Броски | 18    |                                                                           |

### Матч за 5-е место
Время местное (UTC-4).
| 2013-04-8 11:30 | Швейцария | 3:5 (1:1, 0:3, 2:1) | Германия | Скоушабэнк Плэйс Зрителей: 4008 |

| Отчёт | Отчёт | Отчёт  | Отчёт | Отчёт                                                                |
| ----- | ----- | ------ | ----- | -------------------------------------------------------------------- |
|       |       |        |       |                                                                      |
|       |       |        |       | Судья: Мари Пикаве Линейные судьи: Тереза Бьёркман Йоанна Тауриайнен |
|       |       |        |       |                                                                      |
|       |       |        |       |                                                                      |
|       |       |        |       |                                                                      |
|       |       |        |       |                                                                      |
|       |       |        |       |                                                                      |
| 8 мин | Штраф | 4 мин  |       |                                                                      |
|       |       |        |       |                                                                      |
|       | 30    | Броски | 25    |                                                                      |

### Матч за 3-е место
Время местное (UTC-4).
| 2013-04-9 15:30 | Россия | 2:0 (0:0, 0:0, 2:0) | Финляндия | Скоушабэнк Плэйс Зрителей: 5618 |

| Отчёт                                                                                     | Отчёт                              | Отчёт   | Отчёт                                | Отчёт                                                       |
| ----------------------------------------------------------------------------------------- | ---------------------------------- | ------- | ------------------------------------ | ----------------------------------------------------------- |
|                                                                                           |                                    |         |                                      |                                                             |
|                                                                                           | Надежда Александрова — 00:00-60:00 | Вратари | 00:00-59:22 — Ноора Рятю 59:44-60:00 | Судья: Джой Тоттмэн Линейные судьи: Дениз Кои Лаура Джонсон |
|                                                                                           | Голы:                              |         |                                      | Судья: Джой Тоттмэн Линейные судьи: Дениз Кои Лаура Джонсон |
| Анна Шибанова (бол.) — 44:11 (Е. Лебедева, А. Капустина) Александра Вафина (п.в.) — 59:44 | 1:0 2:0                            |         |                                      | Судья: Джой Тоттмэн Линейные судьи: Дениз Кои Лаура Джонсон |
|                                                                                           |                                    |         |                                      | Судья: Джой Тоттмэн Линейные судьи: Дениз Кои Лаура Джонсон |
|                                                                                           |                                    |         |                                      | Судья: Джой Тоттмэн Линейные судьи: Дениз Кои Лаура Джонсон |
|                                                                                           |                                    |         |                                      | Судья: Джой Тоттмэн Линейные судьи: Дениз Кои Лаура Джонсон |
| 12 мин                                                                                    | Штраф                              | 8 мин   |                                      | Судья: Джой Тоттмэн Линейные судьи: Дениз Кои Лаура Джонсон |
|                                                                                           |                                    |         |                                      |                                                             |
|                                                                                           | 17                                 | Броски  | 32                                   |                                                             |

### Финал
Время местное (UTC-4).
| 2013-04-9 19:30 | Канада | 2:3 (1:0, 1:2, 0:1) | США | Скоушабэнк Плэйс Зрителей: 13 776 |

| Отчёт                                                                                                  | Отчёт                        | Отчёт | Отчёт                       | Отчёт                                                                          |
| --- | ---------------------------- | --- | --------------------------- | ------------------------------------------------------------------------------ |
| |                              | |                             |                                                                                |
| | Шэннон Сабадош — 00:00-58:35 | Вратари | 00:00-60:00 — Джесси Веттер | Судья: Николь Хертрич Линейные судьи: Илона Новотна Зузана Свободова-Аражимова |
| | Голы:                        | |                             | Судья: Николь Хертрич Линейные судьи: Илона Новотна Зузана Свободова-Аражимова |
| Кортни Бирчард — 09:50 (М.-Ф. Пулен, К. Уэллетт) Каролин Уэллетт (бол.) — 37:50 (К. Уорд, М.-Ф. Пулен) | 1:0 1:1 1:2 :2 2:3           | 22:43 — Брианна Декер (К. Койн) 34:26 — Меган Бозек (бол.) (Э. Шлепер, К. Койн) 43:09 — Аманда Кессел (Дж. Марвин, Дж. Веттер) |                             | Судья: Николь Хертрич Линейные судьи: Илона Новотна Зузана Свободова-Аражимова |
| |                              | |                             | Судья: Николь Хертрич Линейные судьи: Илона Новотна Зузана Свободова-Аражимова |
| |                              | |                             | Судья: Николь Хертрич Линейные судьи: Илона Новотна Зузана Свободова-Аражимова |
| |                              | |                             | Судья: Николь Хертрич Линейные судьи: Илона Новотна Зузана Свободова-Аражимова |
| 12 мин                                                                                                 | Штраф                        | 6 мин |                             | Судья: Николь Хертрич Линейные судьи: Илона Новотна Зузана Свободова-Аражимова |
| |                              | |                             |                                                                                |
| | 16                           | Броски | 30                          |                                                                                |

## Рейтинг и статистика

### Итоговое положение команд
| 1  | США       |
| 2  | Канада    |
| 3  | Россия    |
| 4. | Финляндия |
| 5. | Германия  |
| 6. | Швейцария |
| 7. | Швеция    |
| 8. | Чехия     |

| Чемпион мира по хоккею с шайбой среди женщин 2013 |
| США Пятый титул                                   |

| Переходит в первый дивизион 2014 |

### Лучшие бомбардиры
| Игрок              | И | Г | П | О  | Штр | +/− |
| ------------------ | - | - | - | -- | --- | --- |
| Мари-Филип Пулен   | 5 | 6 | 6 | 12 | 2   | +12 |
| Брианна Декер      | 5 | 6 | 2 | 8  | 4   | +6  |
| Дженнифер Уэйкфилд | 5 | 4 | 4 | 8  | 2   | +5  |
| Аманда Кессел      | 5 | 2 | 6 | 8  | 0   | +6  |
| Сара Вайянкур      | 5 | 2 | 5 | 7  | 2   | +8  |
| Кэтрин Уорд        | 5 | 1 | 6 | 7  | 18  | +7  |
| Меган Агоста       | 5 | 4 | 2 | 6  | 0   | +7  |
| Брианн Дженнер     | 5 | 4 | 2 | 6  | 2   | +6  |
| Джейна Хеффорд     | 5 | 2 | 4 | 6  | 2   | +11 |
| Хейли Ирвин        | 5 | 2 | 4 | 6  | 2   | +8  |

Примечание: И = Количество проведённых игр; Г = Голы; П = Голевые передачи; О = Очки; Штр = Штрафное время; +/− = Плюс-минус
По данным: IIHF.com

### Лучшие вратари
В списке вратари, сыгравшие не менее 40 % от всего игрового времени их сборной.
| Игрок                | ВП     | Бр  | ПШ | КН   | %ОБ   | И"0" |
| -------------------- | ------ | --- | -- | ---- | ----- | ---- |
| Надежда Александрова | 209:44 | 73  | 1  | 0,29 | 98,63 | 2    |
| Сара Гран            | 211:06 | 67  | 3  | 0,85 | 95,52 | 1    |
| Дженнифер Харсс      | 120:53 | 76  | 4  | 1,99 | 94,74 | 0    |
| Шэннон Сабадош       | 243:35 | 93  | 6  | 1,48 | 93,55 | 1    |
| Флоренс Шеллинг      | 237:51 | 159 | 13 | 3,28 | 91,82 | 0    |

Примечание: ВП = Время на площадке; Бр = Броски по воротам; ПШ = Пропущено шайб; КН = Коэффициент надёжности; %ОБ = Процент отражённых бросков; И"0" = «Сухие игры»
По данным: IIHF.com

### Индивидуальные награды
Директорат турнира выбирал лучших игроков в своём амплуа. Журналисты, работавшие на чемпионате мира, называли самого ценного игрока (MVP) и выбирали Сборную всех звёзд. Тренерские штабы участвовавших сборных определили по три лучшие хоккеистки в каждой команде.
| Самый ценный игрок (MVP) |
| ------------------------ |
| Мари-Филип Пулен         |

| Лучшие игроки | Лучшие игроки        |
| ------------- | -------------------- |
| Вратарь       | Надежда Александрова |
| Защитник      | Йенни Хийрикоски     |
| Нападающий    | Мари-Филип Пулен     |

| Сборная всех звёзд | Сборная всех звёзд                                    |
| ------------------ | ----------------------------------------------------- |
| Вратарь            | Ноора Рятю                                            |
| Защитники          | Миган Миккелсон — Кэтрин Уорд                         |
| Нападающие         | Брианна Декер — Мари-Филип Пулен — Дженнифер Уэйкфилд |

| Лучшие игроки команд по версии тренеров | Лучшие игроки команд по версии тренеров | Лучшие игроки команд по версии тренеров | Лучшие игроки команд по версии тренеров |
| --------------------------------------- | --------------------------------------- | --------------------------------------- | --------------------------------------- |
| Канада                                  | Джейна Хеффорд                          | Мари-Филип Пулен                        | Кэтрин Уорд                             |
| Чехия                                   | Радка Лготска                           | Ева Голешова                            | Петра Герцигова                         |
| Финляндия                               | Ноора Рятю                              | Йенни Хийрикоски                        | Мишель Карвинен                         |
| Германия                                | Виона Харрер                            | Дженнифер Харсс                         | Франциска Буш                           |
| Россия                                  | Надежда Александрова                    | Екатерина Смоленцева                    | Анна Шибанова                           |
| Швейцария                               | Флоренс Шеллинг                         | Николь Булло                            | Сара Бенц                               |
| Швеция                                  | Лиза Юханссон                           | Лина Вестер                             | Сара Гран                               |
| США                                     | Джесси Веттер                           | Брианна Декер                           | Аманда Кессел                           |

По данным: IIHF.com